# بوالو (كيبك)
بوالو (بالإنجليزية: Boileau, Quebec)‏ هي بلدية محلية في كيبيك تقع في كندا في Papineau Regional County Municipality. يقدر عدد سكانها بـ 380 نسمة ومساحتها 141.30 كم2 .